# Peromingo
Peromingo es un municipio y localidad española de la provincia de Salamanca, en la comunidad autónoma de Castilla y León. Se integra dentro de la comarca de la Sierra de Béjar. Pertenece al partido judicial de Béjar y a las Mancomunidades Embalse de Béjar y Entresierras.
Su término municipal está formado por un solo núcleo de población, ocupa una superficie total de 8,79 km² y según los datos demográficos recogidos en el padrón municipal elaborado por el INE en el año 2023, cuenta con una población de 122 habitantes.

## Historia
Su fundación puede datarse en las repoblaciones medievales, pasando a formar parte, tras la muerte de Alfonso VII de León, del concejo castellano de Ávila. Tras la creación, en 1209, de la Comunidad de Villa y Tierra de Béjar, Peromingo pasó a formar parte de la misma.
Como parte de la comunidad bejarana, tras la pérdida del voto en Cortes de Béjar y su paso a depender de Salamanca en ese aspecto a partir de 1425, hecho favorecido por el paso de Béjar y su territorio a manos de los Zúñiga en 1396, Peromingo pasó a formar parte del Reino de León, en el que se ha mantenido en las divisiones territoriales de Floridablanca en 1785 y finalmente en la de 1833 en que se crean las actuales provincias, quedando integrado Peromingo en la provincia de Salamanca, dentro de la Región Leonesa.

## Geografía humana

### Demografía
Cuenta con una población de 122 habitantes (INE 2024).
| Gráfica de evolución demográfica de Peromingo entre 1842 y 2021                                                       |
| |
| Población de derecho según los censos de población del INE. Población de hecho según los censos de población del INE. |

Según el Instituto Nacional de Estadística, Peromingo tenía a, 31 de diciembre de 2019, una población total de 118 habitantes, de los cuales 55 eran hombres y 63 mujeres. Respecto al año 2000, el censo refleja 163 habitantes, de los cuales 76 eran hombres y 87 mujeres. Por lo tanto, la pérdida de población en el municipio para el periodo 2000-2019 ha sido de 55 habitantes, un 28% de descenso.

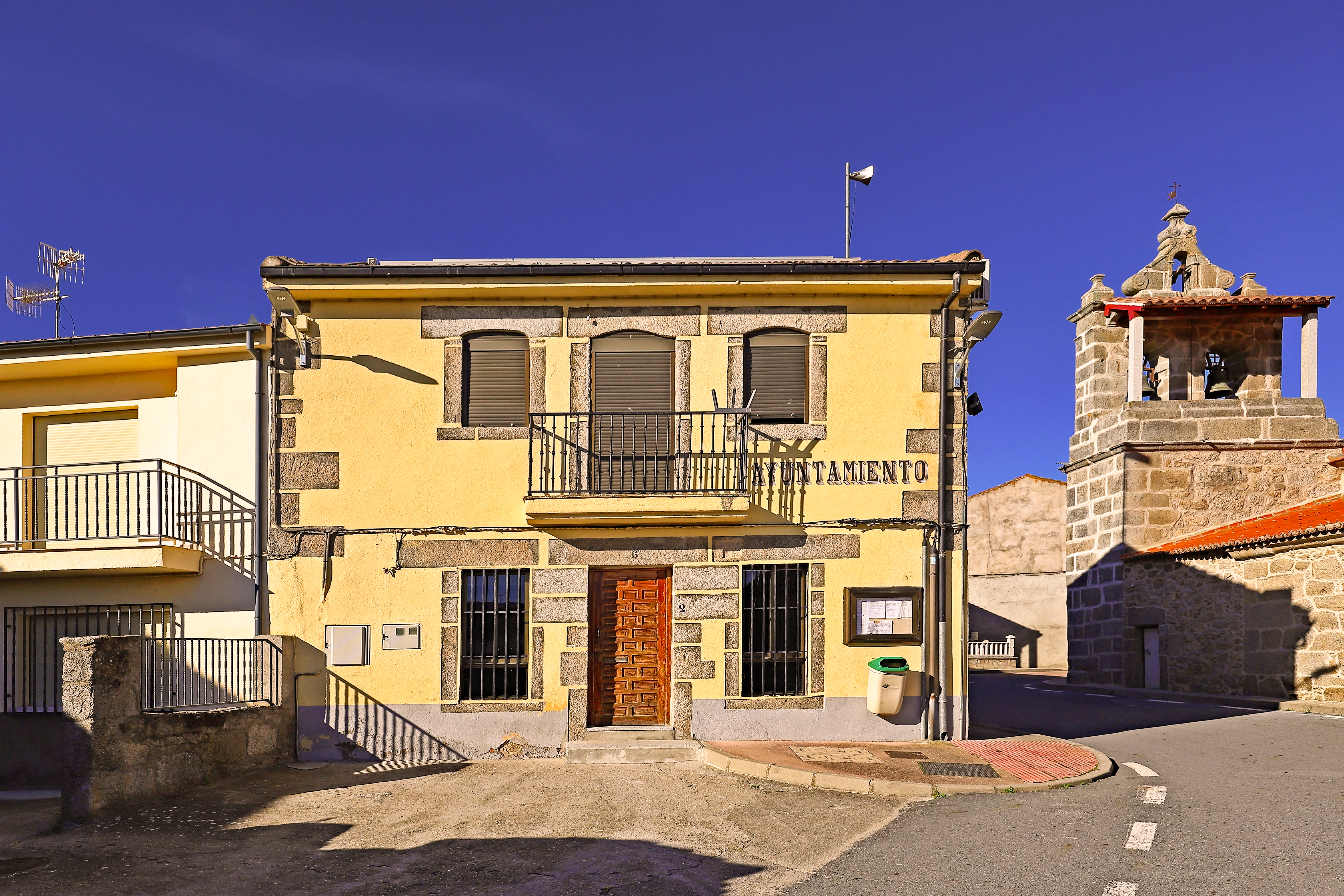
Ayuntamiento

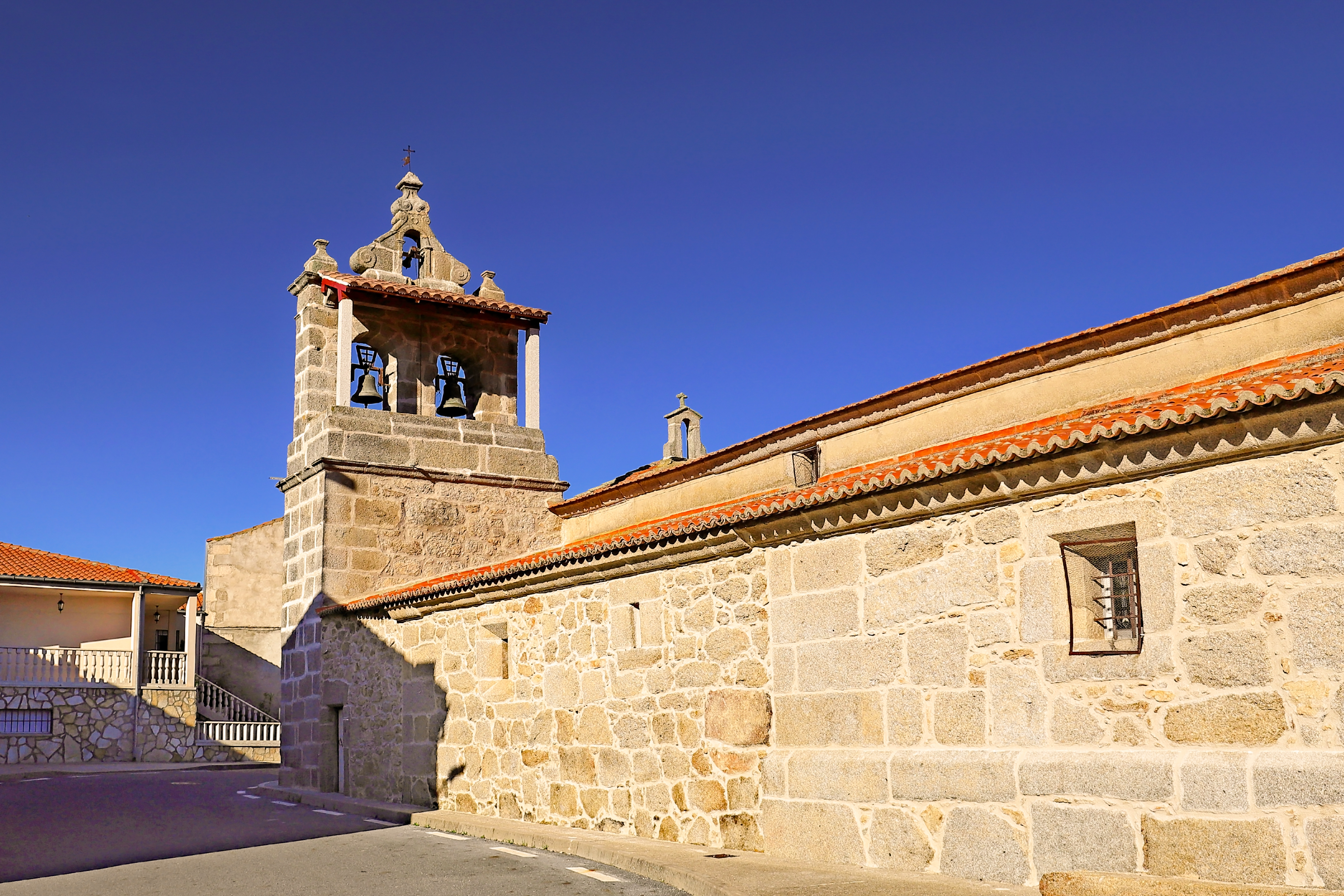
Campanario de la iglesia de Santo Domingo de Guzmán

## Administración y política
| Partido político                         | 2019  | 2019  | 2019       | 2015  | 2015  | 2015       | 2011  | 2011  | 2011       | 2007  | 2007  | 2007       | 2003  | 2003  | 2003       |
| Partido político                         | %     | Votos | Concejales | %     | Votos | Concejales | %     | Votos | Concejales | %     | Votos | Concejales | %     | Votos | Concejales |
| Partido Popular (PP)                     | 44,16 | 34    | 4          | 58,54 | 48    | 3          | 50,52 | 49    | 5          | 62,75 | 64    | 4          | 64,36 | 65    | 4          |
| Partido Socialista Obrero Español (PSOE) | 27,27 | 21    | 1          | 36,59 | 30    | 2          | 19,59 | 19    | 0          | 26,47 | 27    | 1          | 28,71 | 29    | 1          |
| Ciudadanos (Cs)                          | 10,39 | 8     | 0          | —     | —     | —          | —     | —     | —          | —     | —     | —          | —     | —     | —          |